# Żytyń
Żytyń (biał. Жыцін, Życin; ros. Житин, Żytin) – wieś na Białorusi, w obwodzie brzeskim, w rejonie żabineckim, w sielsowiecie Stepańki.

## Historia
W XIX i w początkach XX w. położony był w Rosji, w guberni grodzieńskiej, w powiecie kobryńskim, w gminie Siechnowicze.
W dwudziestoleciu międzywojennym leżał w Polsce, w województwie poleskim, w powiecie kobryńskim, do 18 kwietnia 1928 w gminie Siechnowicze, następnie w gminie Żabinka. W 1921 miejscowość liczyła 236 mieszkańców, zamieszkałych w 28 budynkach, wyłącznie Polaków wyznania prawosławnego.
Po II wojnie światowej w granicach Związku Sowieckiego. Od 1991 w niepodległej Białorusi.